# Atlantogenata
Atlantogenata este o cladă de mamifere care cuprinde supraordinele Xenarthra și Afrotheria, originare din Gondwana. Aceste grupuri au provenit și au iradiat pe continentele sud-american și african, care formau un masiv continental comun în perioada Cretacică. Împreună cu Boreoeutheria, formează un suprataxon comun cu mamiferele euteriene, numit Placentalia.  Monofilia acestui grup este susținută de dovezi genetice. Totuși există și modele alternative de clasificare a mamiferelor placentare. 
|  | Afrotheria |
|  |            |
|  | Xenarthra  |
|  |            |

|  | Glires     |
|  |            |
|  | Euarchonta |
|  |            |

|  | Eulipotyphla |
|  |              |
|  | Scrotifera   |
|  |              |

|  | Glires     |
|  |            |
|  | Euarchonta |
|  |            |

|  | Eulipotyphla |
|  |              |
|  | Scrotifera   |
|  |              |

|  | Afrotheria |
|  |            |
|  | Xenarthra  |
|  |            |

|  | Glires     |
|  |            |
|  | Euarchonta |
|  |            |

|  | Eulipotyphla |
|  |              |
|  | Scrotifera   |
|  |              |

|  | Glires     |
|  |            |
|  | Euarchonta |
|  |            |

|  | Eulipotyphla |
|  |              |
|  | Scrotifera   |
|  |              |